# Сісават Ютевонг
Сісават Ютевонг (кхмер. អ្នកអង្គម្ចាស់ ស៊ីសុវត្ថិ យុត្តិវង្ស; 1913 — 17 липня 1947) — камбоджійський принц, державний і політичний діяч, прем'єр-міністр країни у 1946—1947 роках.

## Життєпис
Був сином принца Чамраенгвонга. 1941 року закінчив факультет природничих наук в університеті французького Монпельє, здобувши ступінь доктора з фізики. Перебуваючи у Франції, працював у міністерстві заморських територій.
1946 року, повернувшись на батьківщину, ініціював створення Демократичної партії, після перемоги якої на виборах у грудні того ж року отримав пост прем'єр-міністра. За його врядування було ухвалено першу Конституцію Камбоджі, яку в травні 1947 року був змушений оприлюднити король Нородом Сіанук.
У липні 1947 року Ютевонг раптово помер.